# ドリーミン’オブ・ユー (セリーヌ・ディオンの曲)
「ドリーミン’オブ・ユー」（英: Dreamin' of You=あなたを夢見て）は、セリーヌ・ディオンのアルバム『FALLING INTO YOU』からの販促用シングル。1997年7月14日にメキシコ国内でのみリリースされた
作詞・作曲はアルド・ノヴァ及びPeter Barberau、プロデュースはノヴァ。「ドリーミン’オブ・ユー」はディオンの特に希少なシングルの一つである。
ミュージックビデオは制作されていない。

## 収録曲
メキシコ版販促用CDマキシシングル
1. 「ドリーミン’オブ・ユー」 – 5:07